# Orophus acorifolia
Orophus acorifolia är en insektsart som först beskrevs av Wilhem de Haan 1842.  Orophus acorifolia ingår i släktet Orophus och familjen vårtbitare. Inga underarter finns listade i Catalogue of Life.